# João Barreiro
João Barreiro (Crioulo caboverdiano, ALUPEC ou ALUPEK: Jon Barréru) é uma aldeia na ilha de Boa Vista de Cabo Verde.